# Сюань-ван
Сюань-ван (кит. упр. 周宣王; ум. 782 до н. э.) — 12-й ван Западной Чжоу в 827—782 до н. э. Собственное имя Цзин.

## Биография
Сын чжоуского Ли-вана.
Во время восстания против тирании его отца (841), Цзин спрятался в доме советника Чжао-гуна. Толпа требовала его выдачи и Чжао-гун спас наследника, отдав вместо него на расправу собственного сына. К власти пришло регентство Гун-хэ. В 827 году Ли-ван умер в изгнании, его сын был приведен к власти и первое время правил, опираясь на регентов, «и владетельные князья вновь стали почитать дом Чжоу своим главой».
В 825 или 824 году повелел циньскому дафу Цзинь-чжуну напасть на западных жунов. В 822 году, после гибели Цзинь-чжуна, сам возглавил войска в походе на сюйских жунов, призвав на помощь циньского Чжуан-гуна. Семитысячное чжоуское войско одержало победу и жуны ненадолго присмирели.
В 815 году луский У-гун прибыл ко двору с двумя сыновьями, но вмешательство вана в наследование в этом уделе привело к династическому конфликту, потребовавшему в 796 году проведения военного похода для свержения узурпатора Бо-юя.
После прихода к власти (согласно Го юй), либо на 29-м году правления (согласно Чжушу цзинянь) ван отказался принимать личное участие в обработке поля цянь-му. Отработка на больших полях (гун-тянь) была основной формой крестьянской повинности, а чжоуский правитель лично участвовал в работах на главном из этих полей — цянь-му (поле а тысячу му), доход от коротого шел в пользу храмов и на проведение жертвоприношений. Ван торжественно начинал работы, проводя первую борозду. Предположительно, чжоуский правитель намеревался заменить архаичную практику отработок прямыми податями.
Впервые за долгое время Сюань-ван в 806 году учредил для своего младшего брата Хуань-гуна удельное княжество Чжэн, где ввел поземельный налог чэ в размере 1/10 урожая, и военный налог фу.
Другим нововведением Сюань-вана, вызвавшим недовольство знати, была перепись населения, предположительно связанная с налоговой реформой. По сообщению Го юй, на 39-м году правления ван потерпел поражение в битве с цзянь-жунами при Цяньму (на юге уезда Цзесю провинции Шаньси), а в следующем году приказал провести перепись в Тайюани, вероятно, для оценки возможностей нового военного набора, на что советники возражали, заявляя, что каждый чиновник и без того знает, сколько у него людей в подчинении, а если правитель сам хочет узнать их численность — пусть соберет народ на цянь-му, где каждый будет на виду. Наставник вана луский принц Чжун Шань-фу возражал против этой реформы, но ван его не послушался.
Новое войско было набрано в южных районах, между реками Хань и Янцзы.
Согласно Чжу шу цзи нянь, в 797 или 795 году войска вана совершили неудачный поход на жунов Тайюани, в 792-м или 790-м вместе с цзиньским Му-хоу напали на тяожунов и бэньжунов, но были наголову разбиты. В следующем году армия Сюань-вана была разгромлена при Цяньму.
В Чжу шу цзи нянь и Мо-цзы приводится легенда, содержавшаяся в несохранившейся хронике Чжоу. Согласно этому рассказу Сюань-ван в 785 году безвинно казнил чиновника по имени Ду-бо, а через три года тот чудесным образом появился во время государевой охоты верхом на белом коне, в красном одеянии, и застрелил вана из лука.
Сыма Цянь не дает этому правителю характеристики. Современные китайские историки считают Сюань-вана мудрым правителем и реформатором, успешно оборонявшим страну от инородцев; некоторые авторы, в том числе Ли Я-нун, полагают, в рамках официальной марксистской концепции, что его правление стало переломным для китайского общества, совершавшего переход от рабовладения к феодализму.
Л. С. Васильев полагает, что Сюань-ван был последним сильным чжоуским правителем, оставил своему наследнику Ю-вану более крепкое государство, чем получил сам, но его реформы были запоздалыми и не могли остановить процесс децентрализации страны.